# Appareil mobile
Cet article parle du sens spécialisé de cette expression apparu récemment dans le domaine de l'informatique, et non de la notion d'appareillage mobile en général.

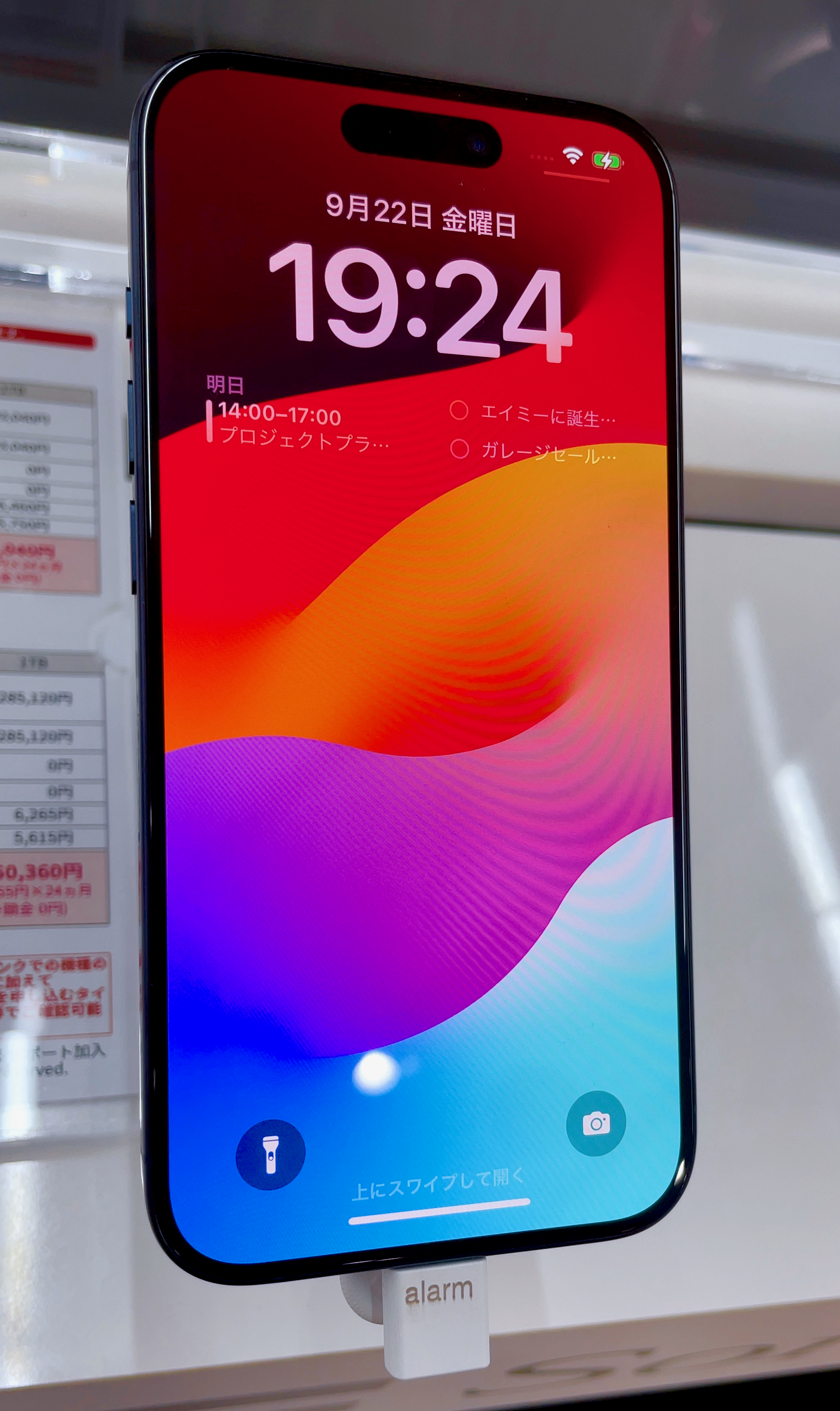
Appareil mobile.

Un appareil mobile (traduction littérale du terme anglophone « mobile device ») est un appareil informatique portatif utilisable de manière autonome lors d'un déplacement. Les appareils mobiles sont de petite taille — certains peuvent être mis dans les poches. Ils sont typiquement dérivés des téléphones mobiles, et permettent d'accéder au Web, de lire du courrier électronique, de prendre des photos, de jouer à des jeux vidéo, d'écouter de la musique, de regarder des clips vidéo ou bien de télécharger des applications. Ils peuvent également comporter un calendrier ou un carnet d'adresses.
La plupart des appareils mobiles n'ont pas de disque dur et les programmes sont enregistrés sur des mémoires internes ou des cartes. Ils fonctionnent sur batterie, ont un écran de petite taille, un clavier dépouillé, et peu de puissance de calcul. Ils sont typiquement d'usage personnel. Il est souvent possible de les relier à un ordinateur. Certains appareils mobiles peuvent être connectés à Internet et ils peuvent alors servir à envoyer des courriels, accéder au Web et aux messageries instantanées.

## Vue d'ensemble
Les appareils mobiles les plus populaires sont les smartphones ; viennent ensuite les tablettes, les phablettes, les assistants personnels, les liseuses, les lecteurs MP3 et les appareils photo numériques. Il y a également les consoles de jeu portables (Sony PSP, Nintendo DS) et les baladeurs numériques (iPod, Zune),.
Entre 2009 et 2012, les ventes annuelles de smartphones et de tablettes sont passées de moins de 200 millions à plus de 700 millions d'unités, dépassant largement les ventes d'ordinateurs personnels. Les ventes d'ordinateurs personnels déclinent et les ventes de téléphones mobiles classiques sont en baisse. Dans une étude portant sur les smartphones et tablettes tactiles, le cabinet américain de recherche Gartner estime à 821 millions le nombre d'appareils mobiles de ce type vendus au cours de l'année 2012 dans le monde et à 1,2 milliard en 2013,.

### Smartphone

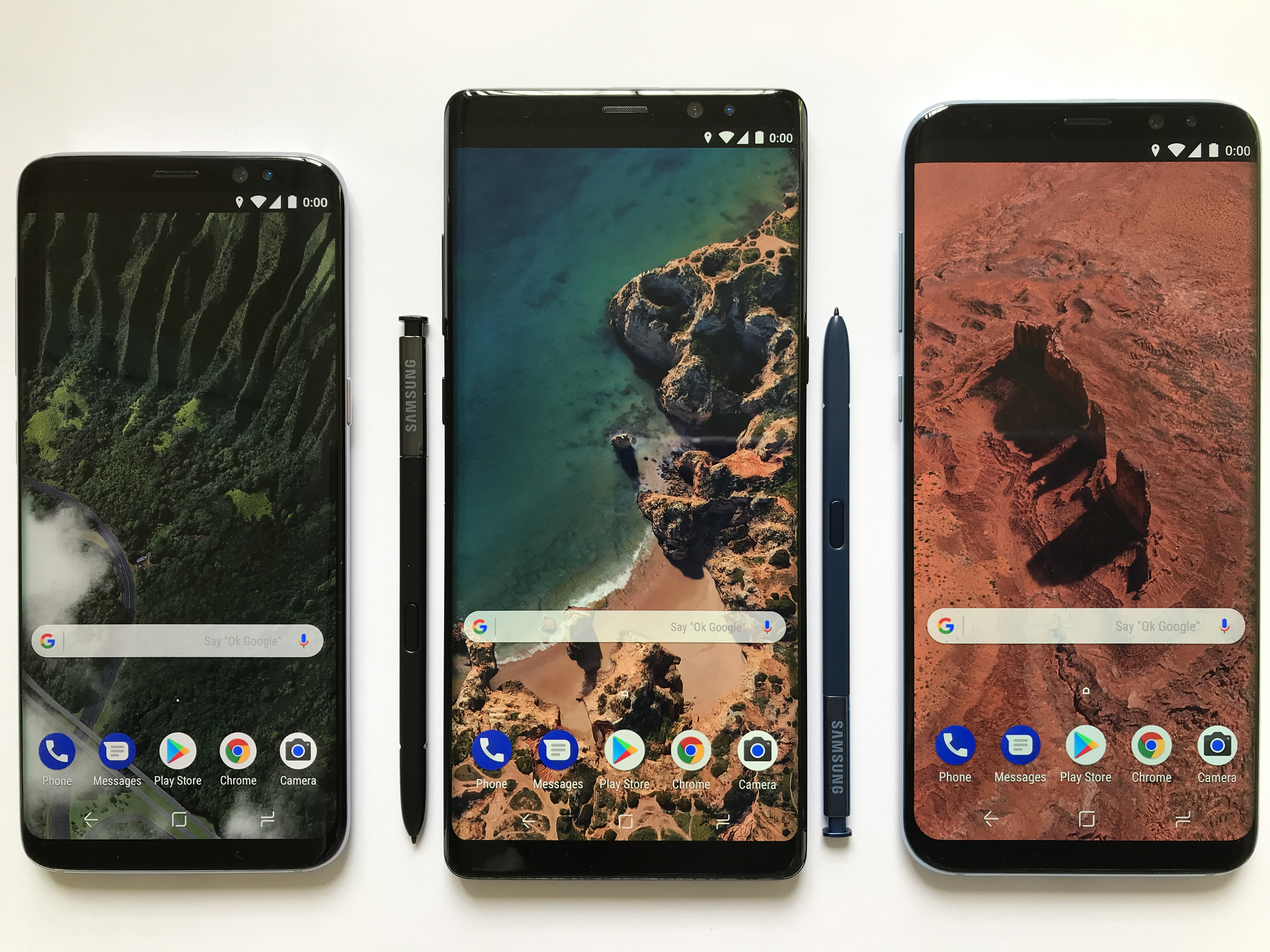
Smartphones

Un smartphone est un ordinateur de poche qui combine les fonctions d'un téléphone mobile avec celles d'un ordinateur (accéder au web, envoyer des e-mails, et écouter de la musique). BlackBerry a été un des premiers appareils de ce type, lancé par le groupe canadien Research In Motion en 1999. L'arrivée des smartphones a changé les habitudes d'utilisation. Outre les appels et les messages SMS, les smartphones sont couramment utilisés pour accéder à Internet, envoyer des e-mails, prendre des photos, consulter les prévisions météo, jouer, ou accéder aux réseaux sociaux. Selon eMarketer, en 2012, on estime que 55 % de la population mondiale possède un téléphone mobile - dont un certain nombre de smartphones. 80 % de la population d'Europe de l'Ouest et 65 % de la population de l'Amérique Latine en possèdent un. Dans certains pays le nombre d'abonnements de téléphonie mobile est supérieur au nombre d'habitants.

### Tablette tactile
Une tablette tactile est un ordinateur portable très léger et sans clavier. Le texte est entré manuscrit à l'aide d'un stylo, en touchant l'écran, ou par oral. La puissance de calcul d'une tablette est inférieure à celle d'un ordinateur de bureau. Sur les tablettes convertibles, l'écran peut être retourné, et l'appareil peut ainsi être utilisé comme un notebook. Le iPad de Apple est une tablette qui exécute les mêmes logiciels que l'iPhone ; il a un écran de 10 pouces et pèse entre 460 et 650 grammes, selon les modèles. Les tablettes électroniques existent depuis les années 1990 et ont été remises à la mode par le lancement du iPad en 2010. Ces appareils sont à mi-chemin entre le téléphone et l'ordinateur personnel. En 2013 la majorité de ces appareils sont équipés d'un système d'exploitation pour smartphone et ils sont utilisés pour des activités proches de celles qu'un ordinateur personnel. Après la sortie du iPad, Steve Jobs, son auteur, annonçait la fin de l'ère des ordinateurs personnels.

### Ultraportable et mini-portable
Un notebook est un ordinateur portable de taille et de poids réduit. Il pèse moins de 2 kg, n'a pas de lecteur DVD, dispose d'une batterie plus petite et d'un processeur moins puissant. Un netbook est un notebook d'encombrement et de performance réduite. Il existe des modèles sans disque dur.
|                    | Smartphone | Tablette     | Notebook | Laptop |
| Poids              | 100 g      | 300 g - 1 kg | < 2 kg   | 2-5 kg |
| Taille (en pouces) | 2-3        | 5-11         | 11-14    | 12-15  |

## Informatique omniprésente
Avec l’avènement des appareils mobiles, l'ère de l'informatique omniprésente (pervasive computing) succède à l'ère des ordinateurs personnels. Cette nouvelle catégorie d'appareils permettent l'accès aux informations à tout le monde, partout et tout le temps. Les utilisateurs ont alors la possibilité d'échanger des informations rapidement et efficacement quelle que soit leur emplacement. Les ordinateurs personnels sont  alors remplacés par des appareils plus petits, moins coûteux, fonctionnant sur batterie, et connectés à des réseaux sans fil. Ces appareils n'ont souvent pas de clavier, mais un écran tactile.